# Nikolaï Mouraviev
Pour les articles homonymes, voir Mouraviev.
Comte Nikolaï Valerianovitch Mouraviev (en russe : Николай Валерианович Муравьёв ; né le 9 octobre 1850 à Kostroma, Empire russe, mort le 14 décembre 1908 à Rome) est un homme politique russe. Il est ministre de la Justice du 1er janvier 1894 au 14 janvier 1905.

## Biographie
Professeur de droit à l'université de Moscou, puis pénaliste, il est nommé ministre de la Justice le 1er janvier 1894.
En 1904, le prince Piotr Sviatopolk-Mirski, alors ministre de l'Intérieur, conseille à Nicolas II de Russie d'admettre au sein du Conseil d'Empire des députés élus par les associations régionales. Le comte Nikolaï Mouraviev soutenu par le ministre des Finances, Vladimir Nikolaïevitch Kokovtsov, se déclare contre ce projet pour des raisons politiques et financières.
Après les émeutes du Dimanche rouge le 22 janvier 1905, Nikolaï Mouraviev est démis de ses fonctions le 14 janvier 1905.
Il est nommé ensuite ambassadeur de Russie à Rome où il meurt en 1908. Il est enterré au cimetière du Testaccio.

## Famille
Il est parent d'Alexandre Petrovitch Isvolski, ambassadeur de Russie en France.

## Distinctions
- Chevalier de l'Ordre de Saint-Alexandre Nevski
- Chevalier de l'Ordre de l'Aigle blanc
- Récipiendaire de l'ordre de Saint-Vladimir de 2e classe
- Récipiendaire de l'ordre de Saint-Vladimir de 3e classe
- Chevalier de l'ordre de Sainte-Anne de première classe
- Chevalier de l'ordre de Saint-Stanislas de première classe
- Officier des Palmes académiques

## Sources
- Henri Troyat, Nicolas II, le dernier tsar, Flammarion, 1994  (ISBN 2080666584)
- Michel Heller, Histoire de la Russie et de son empire, Paris, Perrin, coll. « Tempus », 2015 (1re éd. 1995), 1100 p. (ISBN 2081235331), « Les guerres de Nicolas Ier », p. 1087-& suiv..
- Notices d'autorité :   - VIAF
  - LCCN
  - WorldCat